# Antony Garrett Lisi
Antony Garrett Lisi, född 24 januari 1968, är känd för att ha framlagt en teori kallad An Exceptionally Simple Theory of Everything (2007) som påstås förklara sammanhanget mellan tid, rum, tyngdkraft m.m. där alla andra försök till övergripande förklaringar har misslyckats. Antony Garrett Lisi använder sig av en matematisk modell kallad E8.